# Angelo Mercati
Angelo Mercati (* 6. Oktober 1870 in Villa Gaida; † 3. Oktober 1955 in Rom) war ein italienischer Geistlicher, Gelehrter und von 1925 bis 1955 Präfekt des Vatikanischen Archivs.

## Leben
Er studierte an der Päpstlichen Universität Gregoriana und
wurde 1893 zum Priester geweiht. Von 1893 bis 1896 unterrichtete er Theologie und Kirchengeschichte am Priesterseminar in Marola sowie von 1896 bis 1911 am Priesterseminar in Reggio nell’Emilia. Zwischen 1899 und 1911 übersetzte er theologische und kirchengeschichtliche Bücher aus dem Deutschen, darunter die zehnbändige Papstgeschichte Ludwigs von Pastor. Ab 1911 arbeitete er im Vatikan: Von 1911 bis 1918 als Scrittore der Biblioteca Vaticana, von 1918 bis 1920 als deren Custode, seit 1920 war er Vizepräfekt, von 1925 bis zu seinem Tode Präfekt des vatikanischen Archivs. Unter seiner Leitung wurde die Repertorisierung der Bestände vorangetrieben, überhaupt hat er großen Anteil an der Entwicklung des vatikanischen Archivs zu einem Institut für die forschende Geschichtswissenschaft.
Am 5. November 1950 wurde er zum auswärtigen Mitglied der Kungliga Vitterhets Historie och Antikvitets Akademien gewählt.
Sein Bruder Giovanni Mercati (1866–1957) war Bibliothekar und Archivar der Heiligen Römischen Kirche, sein Bruder Silvio Giuseppe Mercati (1877–1963) war Byzantinist.

## Veröffentlichungen
- Sussidi per la consultazione dell’Archivio Vaticano, 3 Bände, Città del Vaticano 1926, 1931, 1947.
- Il sommario del processo di Giordano Bruno, Biblioteca Apostolica Vaticana, Rom 1942. Diese Zusammenfassung (sommario) aus dem Inquisitionsprozess gegen Giordano Bruno, die Mercati 1940 nach jahrelanger Suche im Privatarchiv von Papst Pius IX. entdeckte, ist für die Bruno-Forschung von großer Bedeutung, weil alle anderen  Prozessunterlagen zwischen 1815 und 1817 vernichtet wurden.[2]
- Saggi di storia e letteratura, 2 Bände, Rom 1951. 1982.